# I've Just Begun (Having My Fun)
I've Just Begun (Having My Fun) è un singolo della cantante statunitense Britney Spears, pubblicato il 17 agosto 2004 come primo estratto dal primo greatest hits Greatest Hits: My Prerogative. 

## Descrizione
La canzone era inizialmente stata realizzata per l'album In the Zone e nonostante sia stata pubblicata solo per il download digitale, ha ottenuto un buon riscontro nelle vendite online.
Scritta dalla stessa artista insieme a Michelle Bell, Christian Karlsson, Pontus Winnberg, Henrik Jonback e prodotta dal duo Bloodshy & Avant, che avevano già lavorato con Spears per il singolo Toxic, la canzone ha un sound electro-funk che la può paragonare al singolo dei No Doubt, Hella Good, così come alle band americane funky del 1970. È stata inclusa inoltre nella colonna sonora del film Le amiche della sposa.

## Pubblicazione
La canzone viene pubblicata per la prima volta come bonus track nella versione europea del DVD di In the Zone. Negli Stati Uniti era resa disponibile per il download digitale gratuito nell'edizione Walmart del disco grazie ad un accordo esclusivo tra la multinazionale e la Sony. Quando nel 2004 il contratto finì, la Jive Records decise di renderla disponibile su iTunes, dove il singolo raggiunse la settima posizione in classifica, prima di apparire successivamente nel greatest hits dell'artista.

## Accoglienza
I've Just Begun (Having My Fun) ha ricevuto recensioni miste dalla critica. alcune la indicano come la miglior canzone della compilation mentre altre scartano il significato del testo.
Stephen Thomas Erlewine di Allmusic ha detto: "Lo scarto di In the Zone [...] è anche meglio di alcune canzoni apparse sull'album". Annabel Leathes della BBC Online commentò che assieme a Do Somethin', sono "[due] robuste canzoni inedite [che] suggeriscono che lei [Britney] può ancora sfornare un altro paio di hit prima di prendersi una pausa per cantare la ninnananna alla sua prole". Ann Powers del magazine Blender ha definito la canzone "facilmente dimenticabile e biograficamentre inesatta". Louis Pattison del New Musical Express affermò che il testo "si accoppia piuttosto stranamente col tanto decantato desiderio di Britney di metter su famiglia".